# Suzanne Al Houby
 (décembre 2023).
Suzanne Al Houby, en arabe : سوزان الهوبي, est une alpiniste palestinienne. Elle est la première femme arabe à gravir l'Everest, le 21 mai 2011, ainsi que les sept sommets,,,.
Auparavant, elle a également été la première femme arabe à escalader de nombreuses autres montagnes : mont Blanc, Elbrouz, Aconcagua, mont Vinson, Denali  et Puncak Jaya, entre autres.
La famille de Suzanne est originaire de Jaffa, alors en Palestine. Elle a fait ses études supérieures aux États-Unis et a vécu la majeure partie de sa vie aux Émirats arabes unis.Elle est la fondatrice et PDG de la société de voyages d'aventure Rahhalah.